# Sở Tuyên vương
Sở Tuyên vương (chữ Hán: 楚宣王, trị vì 369 TCN-340 TCN), tên thật là Hùng Sự (熊该), hay Mị Sự (羋该), là vị vua thứ 38 của nước Sở - chư hầu nhà Chu trong lịch sử Trung Quốc.
Ông là con của Sở Điệu vương, vua thứ 36 của nước Sở và là em Sở Túc vương, vua thứ 37 của nước Sở.

## Trị vì
Năm 370 TCN, vua anh của Lương Phu là Sở Túc vương qua đời mà không có con nối ngôi nên ông được lên kế vị, tức là Sở Tuyên vương.
Năm 357 TCN, Sở Tuyên vương sai sứ đến thông hiếu với nước Tần.
Năm 354 TCN, Ngụy Huệ vương đem quân đánh nước Triệu, bao vây Hàm Đan, Sở Tuyên vương sai Cảnh Xá cứu Triệu, đánh lui quân Ngụy, sau đó đem quân sang phía Tây, tiến vào nước Ba và đánh bại quân Ba.
Năm 353 TCN, thấy Sở Tuyên vương trọng dụng Lệnh doãn là Chiêu Hề Tuất nên các chư hầu ở phía Bắc nước Sở đều sợ Tuất. Sở Tuyên vương lấy làm lạ, hỏi các quan xem việc ấy là thế nào. Đại thần Giang Ất giảng giải cho Tuyên vương rằng Chiêu Hề Tuất thực ra chỉ là cáo mượn uy hùm, quyền binh nước Sở nằm trong tay Chiêu Hề Tuất, các chư hầu chỉ là sợ vua Sở chứ không sợ Tuất. Sở Tuyên vương từ đó mới tỉnh ngộ..
Năm 352 TCN, Ngụy liên minh với Hàn đánh bại liên quân quân Tề. Tề Uy vương phải nhờ Sở Tuyên vương xin với vua Ngụy cho hoãn binh, Ngụy Huệ vương mới đồng ý giảng hòa.
Năm 341 TCN, tướng Tề là Điền Kỵ ganh ghét tướng quốc Trâu Kị nên tấn công Lâm Truy để tìm Trâu Kỵ, nhưng thất bại, phải chạy sang nước Sở, được Tuyên vương thu nhận.
Năm 340 TCN, Sở Tuyên vương mất. Ông ở ngôi được 30 năm. Con ông là Hùng Thương lên ngôi, tức Sở Uy vương.